# Matt Howard
Matt Howard (* 23. Januar 1989 in Connersville, Indiana) ist ein US-amerikanischer Basketballspieler. Nach dem Studium in seinem Heimatland wurde Howard Profi in Europa, wo er unter anderem in der deutschen Basketball-Bundesliga für die württembergischen Erstligisten EnBW Ludwigsburg und ratiopharm ulm spielte. Für letztere Mannschaft war er in der Basketball-Bundesliga 2013/14 aktiv.

## Karriere

### Collegezeit (2007 bis 2011)
Howard ging 2007 zum Studium an die Butler University in die Hauptstadt Indianapolis seines heimatlichen US-Bundesstaates. Dort spielte er für die Hochschulmannschaft Bulldogs in der Horizon League der NCAA. Von Beginn an war er eine wertvolle Unterstützung der Mannschaft, wurde als Freshman zum „Newcomer of the Year“ der Horizon League gewählt und ein Jahr später als „Conference Player of the Year“ ausgezeichnet. Die Bulldogs gewannen in den vier Jahren mit Howard dreimal das Meisterschaftsturnier der Horizon League, einzig 2009 verlor man das Finale gegen die Vikings der Cleveland State University. Bei den letzten beiden Titelgewinnen der Bulldogs 2010 und 2011 wurde Howard zum Most Outstanding Player des Meisterschaftsturniers ernannt. In allen seinen vier Spielzeiten erreichten die Bulldogs die Qualifikation für die landesweite NCAA-Endrunde. Nachdem die Bulldogs zweimal hintereinander früh ausgeschieden waren, erreichten sie 2010 und 2011 jeweils das Finalspiel des Endrundenturniers, obwohl sie in den regionalen Gruppen der Endrunde nicht unter den ersten vier Mannschaften gesetzt waren. 2010 verloren sie das Finalspiel gegen die renommierten Blue Devils der Duke University mit zwei Punkten Unterschied und 2011 gegen die Huskies der University of Connecticut nach Halbzeitführung mit 41:53.
Howard konnte sich in seiner Collegekarriere durch seinen kämpferischen Einsatz auf dem Feld beim Erlangen von Rebounds besonders auszeichnen und entwickelte zudem einen Distanzwurf von hinter der Dreipunktelinie. Nachdem er in seiner ersten NCAA-Spielzeit zunächst keinen Wurf aus solcher Entfernung abgegeben hatte, traf er in seinem Senior-Jahr von knapp vier Versuchen pro Spiel 40 % dieser Würfe, was als gute Quote für solche Art von Würfen gilt. Zudem zeichnete er sich durch Nervenstärke bei spielentscheidenden Würfen aus. Zweimal bekam Howard 2010 und 2011 den „Elite 88 Award“ (später Elite 89 Award) der Division I verliehen für den Spieler, der auf höchstem sportlichem Niveau der NCAA die besten akademischen Leistungen vorweisen konnte. Howard, der zusammen mit neun Geschwistern aufwuchs, verzichtete während seiner Collegezeit nicht auf sein altersbedingt angerostetes Fahrrad und seine gebrauchten Sportschuhe, obwohl ihm ein halbes Dutzend neuer Schuhe zur Verfügung standen, legte auch keinen übermäßigen Wert auf seine sonstige äußere Erscheinung und hatte ein besonderes Faible für Wortspiele, was ihn als Persönlichkeit neben seinen überdurchschnittlichen sportlichen und akademischen Leistungen zu einem beliebten Thema medialer Berichterstattung machte.

### Europa (seit 2011)
Nachdem Howard trotz seiner Leistungen im NBA-Draft 2011 nicht von einer Mannschaft in der am höchsten dotierten Profiliga NBA ausgewählt worden war, startete er eine professionelle Karriere in Europa beim griechischen Spitzenklub Olympiakos aus Piräus. Hier konnte er sich nicht durchsetzen und verließ die Mannschaft im Februar 2012, bevor die Mannschaft später neben der griechischen Meisterschaft mit der EuroLeague 2011/12 den höchsten Titel im europäischen Vereinsbasketball gewann. Für den Rest der Spielzeit schloss er sich dem abstiegsbedrohten Bundesligisten aus Ludwigsburg in der Basketball-Bundesliga 2011/12 an. Nach dem Klassenerhalt mit dieser Mannschaft unterschrieb Howard für die darauffolgende Spielzeit einen Vertrag bei Chorale Basket aus Roanne in der französischen LNB Pro A. Unter dem zuvor auch in Deutschland tätigen Trainer Luka Pavićević verlor die Mannschaft als Fünfte der Hauptrunde in den Play-offs um die Meisterschaft in der ersten Runde gegen Titelverteidiger Élan Chalon. Anschließend bekam Howard einen Vertrag in Ulm beim dortigen deutschen Erstligisten ratiopharm für die Basketball-Bundesliga 2013/14. Nach nur einer Spielzeit verließ er Ulm wieder und schloss sich Strasbourg IG an.